# Défaillance du marché
 (décembre 2010).
Si vous disposez d'ouvrages ou d'articles de référence ou si vous connaissez des sites web de qualité traitant du thème abordé ici, merci de compléter l'article en donnant les références utiles à sa vérifiabilité et en les liant à la section « Notes et références ».
Une défaillance du marché est un concept économique qui désigne une situation dans laquelle le fonctionnement normal du marché échoue à produire un équilibre économique, ou à allouer optimalement des ressources économiques. Il atteint donc une situation sous-optimale au sens de Pareto.
Le concept, polysémique, désigne plus largement toute situation où le marché laissé libre ne réussit pas à atteindre l'équilibre général ou une maximisation du bien-être de la population. Il en est ainsi de situations où coexistent chômage et pénurie de main d'œuvre, logement vide et personnes sans logements, la présence de pollution, ou encore l'existence d'un pouvoir de marché pour certaines entreprises, c’est-à-dire la capacité pour les entreprises de fixer leurs prix au-delà de leurs coûts.

## Concept
Une défaillance de marché a lieu lorsque le marché ne permet pas d'atteindre une situation optimale dans l'allocation des ressources. La définition de l'optimalité (c'est-à-dire de la meilleure allocation dans l'absolu) est complexe ; aussi peut-on se contenter d'une comparaison entre allocations. En effet, il est théoriquement possible, dans une certaine mesure et sous conditions, de comparer deux allocations en faisant appel au critère de Pareto : une situation est meilleure qu'une autre si la situation d'au moins une personne est meilleure sans que la situation des autres ne soit dégradée.
En pratique, le monde réel est trop complexe pour que ce critère soit utilisable, d'autant qu'un optimum de Pareto n'est pas forcément considéré comme idéal, et que dans la plupart des cas l'appréciation de la situation d'une personne utilise au moins partiellement un critère relatif (cf. pauvreté), ce qui implique que toute amélioration pour quiconque est en soi un facteur de dégradation pour les autres. D'autres critères ont évidemment été proposés, sans qu'il soit possible d'échapper à la subjectivité et à l'arbitraire du choix pour ce critère.

## Typologie

### Monopole et entente
Le premier type de défaillance de marché est celui du monopole, de l'oligopole ou d'une entente entre compétiteurs (cartel). Dans une telle situation, les producteurs disposent d'un pouvoir de marché, à savoir de la capacité à dicter leurs prix au marché, et donc à fixer un prix plus élevé que celui qui aurait été fixé par la rencontre entre l'offre et la demande. Dans ce cas, les entreprises contreviennent à une condition fondamentale du bon fonctionnement d'un marché, qui est que les producteurs soient price takers.
Lors d'une situation de monopole ou d'entente, les entreprises faussent le jeu de la concurrence à leur avantage, et déséquilibrent le marché. Parce que le prix est plus élevé, des demandeurs sont exclus de la possibilité d'acheter les biens. Un retour à l'équilibre concurrentiel pour une allocation plus optimale des ressources ne peut se faire que par l'intervention de l'autorité publique pour casser le monopole ou l'entente. Cela fournit la base de la politique anti-trust.

### Externalités
Un des règles fondamentales du bon fonctionnement des marchés est que le prix des biens échangés agisse comme un signal (signal-prix). Ce signal donne des indications sur l'offre et la demande du bien, mais aussi sur sa valeur. Si un bien produit une perte de valeur (ou d'utilité, de bien-être) une fois acheté, cela doit être reflété dans le prix. Or, beaucoup de ces effets négatifs (et parfois positifs) de plus long terme ne sont pas contenus ou reflétés dans le prix des biens. On appelle cela une externalité.
Dans le cas des externalités négatives, il arrive que l'intérêt privé et l'intérêt de la collectivité soient différents. Si une population paie par ses impôts une subvention pour faire venir une entreprise, et que l'entreprise déverse ses déchets dans la rivière et la pollue, cela provoque une chute de bien-être non anticipée pour les habitants. Le prix qu'ils doivent payer ne reflète pas cette perte d'utilité. Dans ce cas, une intervention des pouvoirs publics pour mettre en œuvre la fonction d'allocation des ressources de la classification de Richard Musgrave, s'avère nécessaire.

### Asymétrie d'information
L'une des principales hypothèses sur lesquelles repose l'efficience des marchés est le caractère symétrique et immédiatement disponible de l'information. Pour qu'un marché fonctionne, chaque agent économique participant doit savoir, à chaque moment, ce qu'il se passe sur le marché ; c'est la condition pour que les décisions prises soient meilleures. Toutefois, les marchés souffrent souvent d'asymétrie d'informations, c'est-à-dire que les acteurs ne disposent pas de toutes les informations nécessaires pour agir vis-à-vis de l'acteur face à lui.
Ces asymétries ont donné lieu à plusieurs concepts majeurs. Le premier est le problème principal-agent, qui englobe toutes les situations où l'action d'un acteur (le principal) dépend de l'information qu'il possède sur un autre acteur (l'agent). Le deuxième est la sélection adverse, et le troisième est l'aléa moral. Dans le cas de l'aléa moral, un individu isolé d'un risque se comporte de manière plus risquée que s'il était exposé au risque.

### Biens publics
Le cas des biens publics échappe au marché. Ces biens sont non-rivaux et non-excluables, ce qui signifie que, premièrement, l'utilisation du bien par l'un n'empêche pas un autre d'en bénéficier, et, deuxièmement, qu'on ne peut exclure qui que ce soit de son utilisation. Par exemple, un phare aide les bateaux marchands qui arrivent de nuit à accoster, et sans lui, les bateaux ne pourraient accoster pendant la nuit ; toutefois, il est impossible d'exclure qui que ce soit de l'utilisation du phare. Logiquement, il est impossible de faire payer les bateaux pour leur utilisation du phare, ce qui fait qu'aucune entreprise n'aura envie d'assurer ce bien. Dans ce cas, il revient à la puissance publique de s'en charger.

## Solutions
Des interventions publiques peuvent corriger ces défaillances du marché. Ainsi des travaux en économie industrielle, notamment de Jean Tirole, étudient l’exercice et le contrôle du pouvoir de marché par l'État.
L'intervention de l'État est également sujette à des défaillances, notamment par une capture de son rôle de régulateur de l'économie par des intérêts privés ou par des contraintes de crédibilité et d'engagement dans les contrats avec des entreprises privées.

## Débats

### Défaillance ou inefficience?
Une défaillance de marché, qui concerne l'allocation économique, est une notion différente de celle plus financière d'anomalie de marché, au sens de non efficience du marché. Cette dernière concerne plutôt une anomalie du rendement financier (et une anomalie de prix, puisque le rendement a pour dénominateur le prix) due à des phénomènes comportementaux. Les deux phénomènes peuvent toutefois être les causes ou la conséquence l'un de l'autre, ou résulter de causes commune.

### Marché bloqué ou perturbé par défaut de contrepartie
Il peut se produire d'une manière plus ou moins durable que l'offre ou la demande ne s'exprime plus de manière suffisante pour qu'existe une situation d'équilibre véritablement significative. Dans cette hypothèse, les indications fournies par le marché sont hautement volatiles (variabilité excessive en fonction du moindre mouvement ou de la moindre rumeur) et peu fiables (hausses ou baisses peu représentatives de l'état réel de la situation).
L'exemple classique est celui de la valeur des actifs financiers ou immobiliers dans une période de crise où les transactions et les opérateurs demeurent figés et ne prennent aucune décision. Le Marché a en quelque sorte disparu ou n'est plus que l'ombre de lui-même.

### Loi de King
La loi de King, du nom de son inventeur Gregory King, estime que le marché surréagit dans les cas où l'offre et/ou la demande sont peu flexibles, c'est-à-dire où leur élasticité est faible ou nulle.